# لوفورادوم
لوفورادوم (انگلیسی: Lufuradom) یک دارو و مشتق بنزودیازپین است که بر خلاف سایر بنزودیازپین ها، به عنوان مسکن توصیف می شود. این دارو هرگز به بازار عرضه نشد.